# ژاپن در المپیک تابستانی ۱۹۲۴

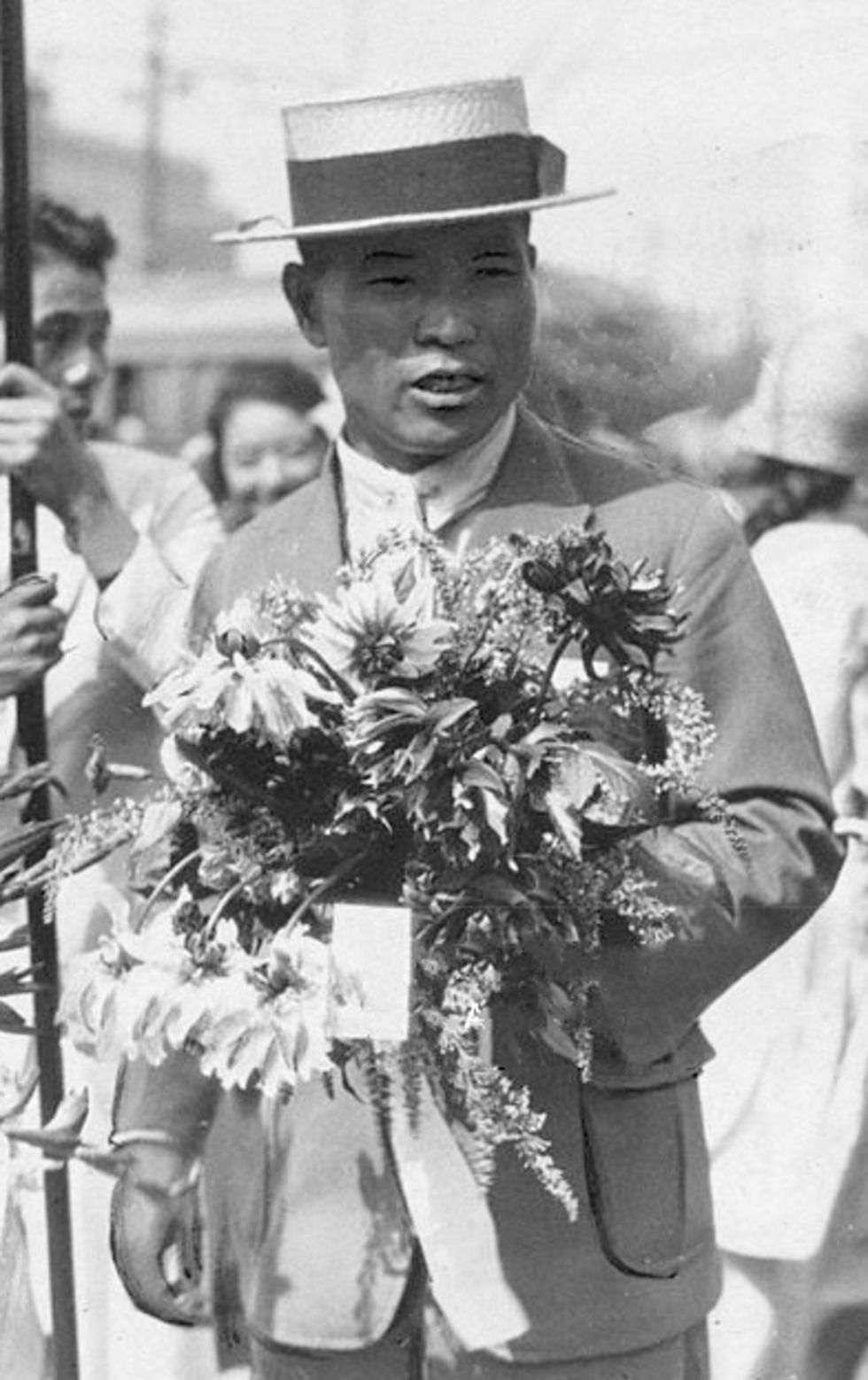
ژاپن در بازی‌های المپیک تابستانی ۱۹۲۴

ژاپن در بازی‌های المپیک تابستانی ۱۹۲۴ که در شهر پاریس فرانسه برگزار شد، کاروان ژاپن با ۱۹ ورزشکار در این رقابت‌ها شرکت کرد و موفق به کسب ۱ مدال (۰ طلا، ۰ نقره، ۱ برنز) شد. در جدول رتبه‌بندی توزیع مدال‌ها، ژاپن در ردهٔ ۲۳ مسابقات قرار گرفت.